# Manga, Burkina Faso
Manga este un oraș din provincia Zoundwéogo, Burkina Faso.